# Rättvik (gemeente)
Rättvik is een Zweedse gemeente in Dalarna. De gemeente behoort tot de provincie Dalarnas län. Ze heeft een totale oppervlakte van 2149,1 km² en telde 10.864 inwoners in 2004.

## Plaatsen
- Rättvik (plaats)
- Vikarbyn
- Boda (Rättvik)
- Furudal
- Gulleråsen
- Nedre Gärdsjö
- Backa (Rättvik)
- Västberg
- Röjeråsen
- Västbjörka
- Västgärdet en Utanåker
- Östanvik
- Sätra
- Östbjörka
- Östra Born
- Övre Gärdsjö
- Stumsnäs
- Nittsjö
- Blecket
- Dalstuga
- Utby (Rättvik)
- Arvet

Älvdalen · Avesta · Borlänge · Falun · Gagnef · Hedemora · Leksand · Ludvika · Malung-Sälen · Mora · Orsa · Rättvik · Säter · Smedjebacken · Vansbro